# Basuto-Pony
Das Basuto-Pony, auch Basotho-Pferd, ist eine Pferderasse im südlichen Afrika, die ihren Namen vom viehzüchtenden Stamm der Basotho, ehemals Basuto geschrieben, bekam.
Hintergrundinformationen zur Pferdebewertung und -zucht finden sich unter: Exterieur, Interieur und Pferdezucht.

## Exterieur

### Allgemein
Das Basuto-Pony ist ein Kleinpferd von mittlerer Größe mit nur wenigen ponytypischen Merkmalen.

### Körperbau

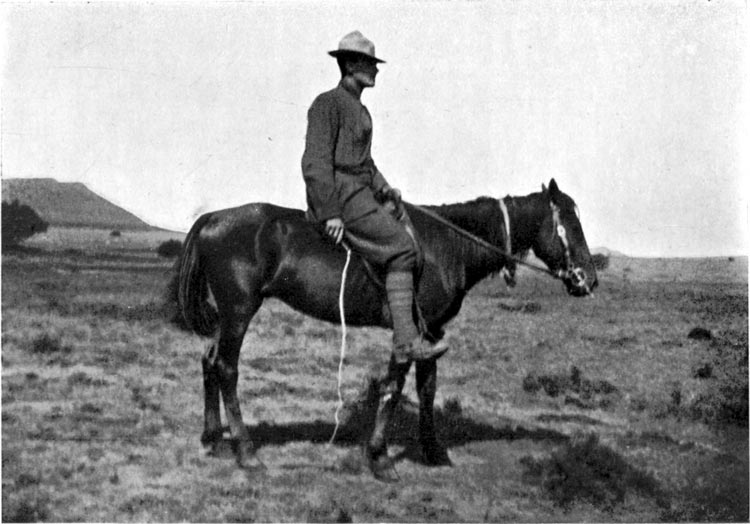
Fotografie eines Basuto-Ponys von 1900

Das Basuto-Pony besitzt einen proportional großen Kopf. Der Hirschhals entspringt in einer steil gelagerten Schulter. Der ausgeprägte Widerrist geht in einen ausgesprochen langen Rücken über. Die abgeschlagene Kruppe weist wie die gesamte Hinterhand eine ausgeprägte Bemuskelung auf. Die kurzen und stämmigen, aber trockenen Gliedmaßen werden als unverwüstlich bezeichnet. Die Hufe sind hart.

### Stockmaß
Die Widerristhöhe des Basotho-Pferdes beträgt etwa 140 bis 150 cm.

### Farbgebung
Das Basuto-Pony kommt oftmals als Brauner, Schimmel oder Fuchs vor.

## Gangarten
Das enorm trittsichere Pony besitzt flüssige Bewegungen und bewegt sich einigermaßen raumgreifend. Das Basotho-Pferd besitzt außerdem eine Veranlagung zur Spezialgangart Tölt, die man in Afrika „Trippel“ nennt.

## Interieur
Das Basuto-Pony gilt als ausdauernd, konditionsstark und gesund.

## Zuchtgeschichte
Die Buren des ehemaligen Oranje-Freistaates bezahlten die von ihnen vorzugsweise angestellten Basotho mit Stuten, Hornvieh und Schafen. Zu den so erhaltenen Tieren, die von den Basotho nach Basutoland gebracht wurden, kamen große Stutenherden, die aus dem Oranje-Freistaat und der Kapkolonie im Tausch gegen Ochsen nach Basutoland gebracht wurden. Die so zusammengekommenen Tiere bildeten die Basis für das Basuto-Pony. Zudem hatten importierte Arabische Vollblüter und verschiedene indonesische Pferderassen einen gewissen Einfluss auf die Zucht.
Durch den Burenkrieg, Seuchen und weitere Umweltkatastrophen trugen zur Dezimierung der südafrikanischen Pferdepopulation bei. Auch wenn insbesondere das Boerpferd davon betroffen war, hat auch der Bestand des Basuto-Ponys Schaden genommen.
Im 20. Jahrhundert wurden Hengste der Rassen Englisches und Arabisches Vollblut sowie Highland-Ponys eingekreuzt und die Auslese verschärft. In dem in den 1970er-Jahren eröffnetem Gestüt Thaba Tseka gab es Versuche, zwei Connemara-Hengste mit Basuto-Ponys zu kreuzen; die Resultate befriedigten. Auch Kreuzungen von Basuto-Pony-Stuten und einem hauptsächlich Boerpferde-Blut führendem Hengst ergaben gute Nachzucht.

### Klimaeinflüsse
Die Haltung des Basutho-Pferd ganzjährig auf den Hochplateaus der Maluti- bzw. Drakensberge trugen maßgeblich zur Härte der Rasse bei. Die kurze Vegetationsperiode ist vermutlich dafür verantwortlich, dass sich die größeren Ursprungsrassen zu dem kleinen Basuto konsolidierten.

## Verbreitung
Ihre Verbreitung ist auf Lesotho, Südafrika und Namibia beschränkt.

## Bestand
Die Ernährungs- und Landwirtschaftsorganisation der Vereinten Nationen schätzt die Gesamtpopulation auf 98.000 bis 112.000 Exemplare.